# 棕帶副矛鰭石首魚
棕帶副矛鰭石首魚（學名：Pareques fuscovittatus）為輻鰭魚綱鱸形目鱸亞目石首魚科的其中一種，分布中東太平洋的墨西哥海域，體長可達20公分，棲息在岩石底質的深水域。